# Belgicella racowitzana
Belgicella racowitzana är en sjöstjärneart som beskrevs av Ludwig 1903. Belgicella racowitzana ingår i släktet Belgicella och familjen Freyellidae. Inga underarter finns listade i Catalogue of Life.